# شرف الدين علي يزدي

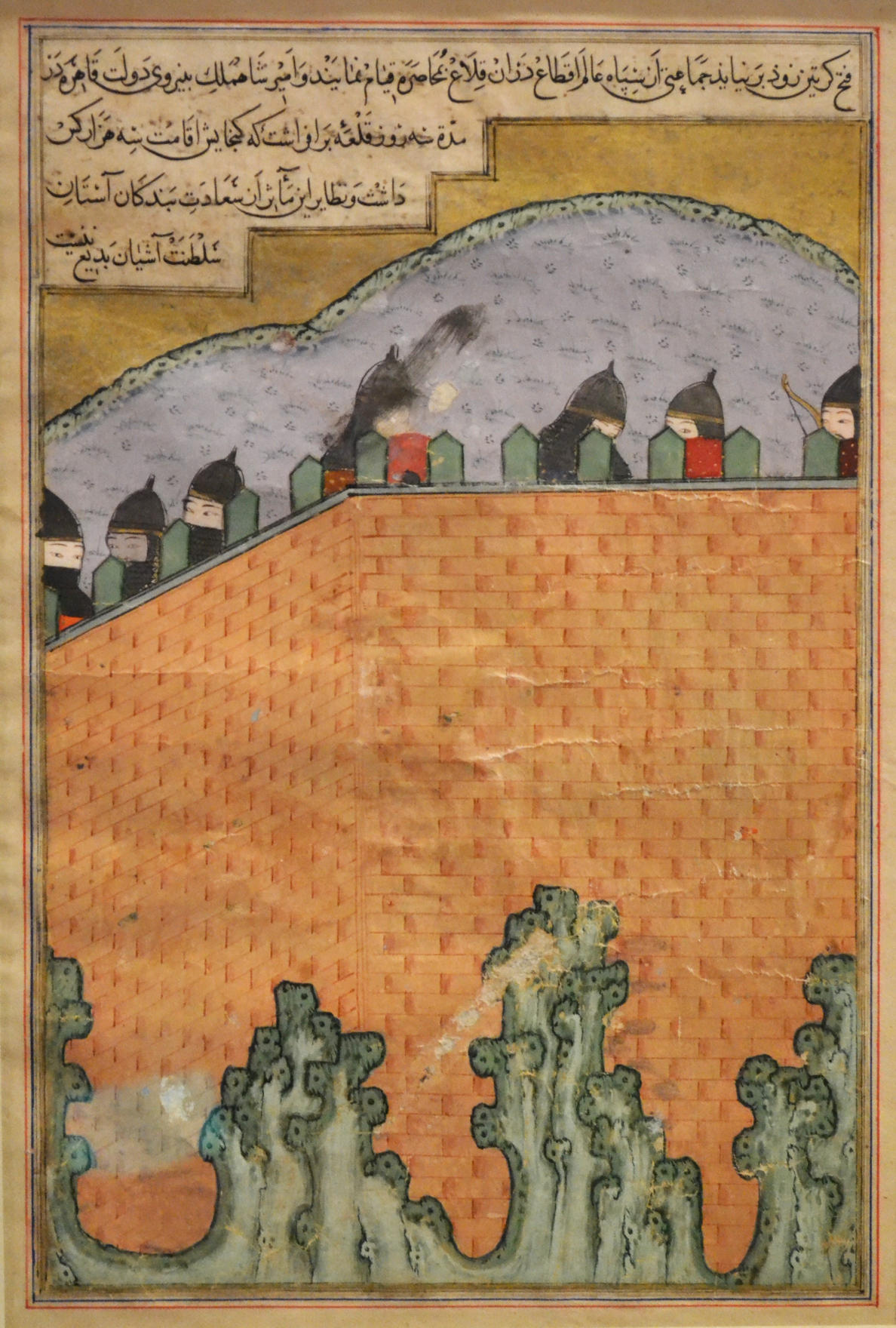
شرف الدين علي يزدي ، تيمورلنك يحاصرقلعة غورين الجورجية

شرف الدین علی یزدی (ولد في يزد، إيران—توفي 1454، يزد) مؤرخ فارسي في القرن 15. لا يعرف سوى القليل عن حياته المبكرة. عندما كان شابا، كان معلما في مسقط رأسه يزد ورفيقا مقربا من الحاكم التيموري شاه رخ (1405-47) وابنه إبراهيم سلطان. في 1442/43 أصبح المستشار الوثيق لحاكم العراق، ميرزا سلطان محمد ، الذي عاش في مدينة قم.
تحت رعاية إبراهيم بن علاء الدولة، كتب ظفرنامة وهي سيرة تيمورلنك.

## الأعمال المترجمة
- تاريخ تيمور: المعروف من قبل باسم تيمورلنك الكبير إمبراطور المغول والتتار: المجلة التاريخية من فتوحاته في آسيا وأوروبا، المجلد 2 (1723)

## وصلات خارجية
- Mahdi Farhani Monfared (2008). "Sharaf al-Dīn 'Alī Yazdī: Historian and Mathematician". مؤرشف من الأصل في 2019-12-09.
- Ilker Evrim Binbas (2012). "The Histories of Sharaf al-Din 'Ali Yazdi: A Formal Analysis". مؤرشف من الأصل في 2015-07-11.